# Żółw obrzeżony
Żółw obrzeżony (Testudo marginata) – gatunek gada z podrzędu żółwi skrytoszyjnych z rodziny żółwi lądowych (Testudinidae).

## Opis
Pancerz długości do 40 cm. Karapaks bez wyraźnych wypukłości, ciemny, a u starszych osobników czarny. Jasne płytki pośrodku tarcz. Karapaks wydłużony, z wyrastającym daleko do tyłu i spłaszczonym tylnym brzegiem.

## Systematyka
Jest to gatunek monotypowy. Do niedawna uważano, iż posiada on kilka podgatunków, ponieważ osobniki zamieszkujące różne obszary znacząco się od siebie różnią w wyglądzie. Najnowsze badania naukowe dowodzą, iż pod względem DNA osobniki tego gatunku z różnych regionów się niczym nie różnią. Ocenia się, że na wygląd poszczególnych osobników ma znaczący wpływ środowisko, w jakim zamieszkują te zwierzęta. Przykładem może być Testudo weissingeri Bour, 1995, populacja zamieszkująca południowo-zachodnie wybrzeże Peloponezu, była uznawana za podgatunek żółwi obrzeżonych lub nawet osobny gatunek.

## Występowanie i zasięg
WystępowanieSuche zbocza porośnięte krzewami.
ZasięgGrecja na południe od Olimpu (liczebność spada) oraz niektóre wyspy na Morzu Egejskim; także przyległy do granicy z Grecją niewielki obszar w skrajnie południowej Albanii. Wprowadzony na Sardynię i Kretę, prawdopodobnie także do Turcji, ale wymaga to potwierdzenia.

## Rozmnażanie
Dojrzałość osiągają w wieku ok. 10 lat. Samce w czasie zalotów agresywne. Samica składa 3–10 jaj.

## Ochrona
Testudo marginata został wymieniony w aneksie A Rozporządzenia Rady (WE) Nr 338/97 o handlu dzikimi zwierzętami oraz znajduje się on w załączniku II konwencji CITES.
Handel osobnikami pochodzącymi ze środowiska naturalnego został zakazany, jeżeli chcemy nabyć takiego żółwia musi on pochodzić z legalnej hodowli. W Polsce żółwia takiego należy zarejestrować w Wydziale Ochrony Środowiska miejscowego starostwa powiatowego, w ciągu 14 dni od daty jego nabycia. Zwierzęta urodzone w niewoli powinny posiadać zaświadczenie wydane przez urzędowego lekarza weterynarii. Chcąc przewieźć przez granicę zwierzę chronione prawem, należy posiadać zezwolenie Ministra Środowiska (nakaz ten dotyczy również martwych okazów oraz wszelkich rozpoznawalnych części i produktów pochodnych).